# Dnevnik Diane Budisavljević (2019.)
Dnevnik Diane Budisavljević hrvatski je film redateljice Dane Budisavljević iz 2019. godine. Premijerno je prikazan 18. srpnja 2019. na Pulskom filmskom festivalu. Film je proglašen najboljim filmom festivala, a dobio je i nagradu publike kao i nagrade za najbolju režiju, montažu i glazbu. Snimljen je na osnovu dnevnika koji je vodila Diana Budisavljević, a dnevnik opisuje akciju spasavanja više od 10.000 srpske pravoslavne djece iz logora Nezavisne države Hrvatske. Film je u Zagrebu premijerno prikazan 2. listopada 2019. godine u dvorani Vatroslava Lisinskog.

## Uloge
- Alma Prica – Diana Budisavljević

- Igor Samobor – Julije Budisavljević

- Ermin Bravo – Kamilo Bresler

- Areta Ćurković – Dragica Habazin

- Mirjana Karanović – Mira Kušević

- Vilim Matula - narednik Hecker

- Krešimir Mikić - Robert Stein

- Krunoslav Šarić - Đuro Vukosavljević

- Biserka Ipša - Ivanka Džakula

- Tihomir Stanić - Marko Vidaković

- Livio Badurina - Alojzije Stepinac

- Boris Ostan - Gustav von Koczian

- Barbara Prpić - Lydia Alexandra von Koczian

- Urša Raukar - krojačica

## Ekipa
- Scenaristica –  Dana Budisavljević

- Koscenaristica – Jelena Paljan

- Producentice – Miljenka Čogelja, Olinka Vištica

- Direktor fotografije – Jasenko Rasol

- Montažer – Marko Ferković

- Scenograf – Dušan Milavec, Ivo Hušnjak

- Kostimografkinja – Martina Franić

- Produkcija -  Hulahop, December film, This and That productions

- Potpora - Hrvatski audiovizualni centar (HAVC), Ured za kulturu Grada Zagreba i program MEDIA, Slovenski filmski centar, Filmski centar Srbije te podržava Vijeće Europe Eurimages i Hrvatska radiotelevizija.

## Nagrade i festivali
- Pulski filmski festival 2019. – Velika Zlatna arena za najbolji film, Zlatna arena za režiju, Zlatna arena za montažu, Zlatna arena za glazbu, nagrada publike Zlatna vrata Pule i Nagrada filmskih kritičara Europe i Mediterana FEDEORA za najbolji hrvatski dugometražni film

- Filmski festival Slobodna Zona, Srbija, 2019 - nagrada publike, nagrada Human Rights

- Filmski festival Cottbus, Njemačka, 2019 - najbolji debitantski film

- Filmski festival glumca Vinkovci, 2019 - najbolja ženska uloga Zlatni Orion

- Zagrebački filmski festival, 2019 - najbolji film za mlade u programu PLUS

- Jerusalem Jewish Film Festival, Izrael, 2019 - najbolji međunarodni dugometražni film

- Hrvatsko društvo filmskih kritičara - nagrada Oktavijan za najbolji hrvatski dugometražni igrani film 2019

- Jutarnji list - medijska nagrada "Zlatni Studio" za najbolji igrani film 2019

- Festival povijesnog filma, Waterloo, Belgija, 2020 - najbolji film

## Vanjske poveznice
- http://www.dnevnikdianebudisavljevic.com/

- http://hulahop.hr/hr/project/dnevnik-diane-budisavljevic/  Arhivirana inačica izvorne stranice od 17. srpnja 2019. (Wayback Machine)